# Équipe de Suède de football au Championnat d'Europe 2000
L'équipe de Suède de football participe à son 2e championnat d'Europe lors de l'édition 2000 qui se tient en Belgique et aux Pays-Bas du 10 juin au 2 juillet 2000. Les Suédois sont éliminés en phase de poule en terminant derniers du groupe B.

## Phase qualificative
La phase qualificative est composée de neuf groupes et les neuf vainqueurs de poule ainsi que le meilleur deuxième sont qualifiés. Les huit autres deuxièmes s'affrontent en barrages d'où sortent quatre vainqueurs. Ces quatorze équipes accompagnent la Belgique et les Pays-Bas, qualifiés d'office pour l'Euro 2000 en tant que pays organisateur. La Suède termine 1re du groupe 5.
| Rang | Équipe     | Pts | J | G | N | P | Bp | Bc | Diff |  | Résultats (▼ dom., ► ext.) |     |     |     |     |     |
| ---- | ---------- | --- | - | - | - | - | -- | -- | ---- |  | -------------------------- | --- | --- | --- | --- | --- |
| 1    | Suède      | 22  | 8 | 7 | 1 | 0 | 10 | 1  | +9   |  | Suède                      |     | 2-1 | 2-0 | 1-0 | 2-0 |
| 2    | Angleterre | 13  | 8 | 3 | 4 | 1 | 14 | 4  | +10  |  | Angleterre                 | 0-0 |     | 3-1 | 0-0 | 6-0 |
| 3    | Pologne    | 13  | 8 | 4 | 1 | 3 | 12 | 8  | +4   |  | Pologne                    | 0-1 | 0-0 |     | 2-0 | 3-0 |
| 4    | Bulgarie   | 8   | 8 | 2 | 2 | 4 | 6  | 8  | -2   |  | Bulgarie                   | 0-1 | 1-1 | 0-3 |     | 3-0 |
| 5    | Luxembourg | 0   | 8 | 0 | 0 | 8 | 2  | 23 | -21  |  | Luxembourg                 | 0-1 | 0-3 | 2-3 | 0-2 |     |

## Phase finale

### Phase de groupe
| Groupe B |          |     |   |   |   |   |    |    |      |
|          | Équipe   | Pts | J | G | N | P | BP | BC | Diff |
| 1        | Italie   | 9   | 3 | 3 | 0 | 0 | 6  | 2  | +4   |
| 2        | Turquie  | 4   | 3 | 1 | 1 | 1 | 3  | 2  | +1   |
| 3        | Belgique | 3   | 3 | 1 | 0 | 2 | 2  | 5  | -3   |
| 4        | Suède    | 1   | 3 | 0 | 1 | 2 | 2  | 4  | -2   |

| 10 juin 20h45 | Belgique | 2 | 1 | Suède    |
| 11 juin 20h45 | Turquie  | 1 | 2 | Italie   |
| 14 juin 20h45 | Italie   | 2 | 0 | Belgique |
| 15 juin 20h45 | Suède    | 0 | 0 | Turquie  |
| 19 juin 20h45 | Turquie  | 2 | 0 | Belgique |
| 19 juin 20h45 | Italie   | 2 | 1 | Suède    |

| 10 juin 2000                      | Belgique                 | 2 - 1 | Suède       | Stade du Roi Baudouin, Bruxelles             |                                              |
| 20:45 · Historique des rencontres | Goor 43e · É. Mpenza 46e |       | Mjällby 53e | Spectateurs : 50 000 Arbitrage : Markus Merk | Spectateurs : 50 000 Arbitrage : Markus Merk |
| 20:45 · Historique des rencontres | (Rapport)                |       |             | Spectateurs : 50 000 Arbitrage : Markus Merk | Spectateurs : 50 000 Arbitrage : Markus Merk |

| 15 juin 2000                      | Suède     | 0 - 0 | Turquie | Philips Stadion, Eindhoven                |                                           |
| 20:45 · Historique des rencontres |           |       |         | Spectateurs : 24 500 Arbitrage : Dick Jol | Spectateurs : 24 500 Arbitrage : Dick Jol |
| 20:45 · Historique des rencontres | (Rapport) |       |         | Spectateurs : 24 500 Arbitrage : Dick Jol | Spectateurs : 24 500 Arbitrage : Dick Jol |

| 19 juin 2000                      | Italie                        | 2 - 1 | Suède       | Philips Stadion, Eindhoven                          |                                                     |
| 20:45 · Historique des rencontres | Di Biagio 39e · Del Piero 88e |       | Larsson 77e | Spectateurs : 25 000 Arbitrage : Vítor Melo Pereira | Spectateurs : 25 000 Arbitrage : Vítor Melo Pereira |
| 20:45 · Historique des rencontres | (Rapport)                     |       |             | Spectateurs : 25 000 Arbitrage : Vítor Melo Pereira | Spectateurs : 25 000 Arbitrage : Vítor Melo Pereira |

## Effectif
Sélectionneurs : Lars Lagerbäck et Tommy Söderberg
| No. | Pos.      | Joueur               | Date de naissance et âge | Sélec. | Club                |
| --- | --------- | -------------------- | ------------------------ | ------ | ------------------- |
| 1   | Gardien   | Magnus Hedman        | 19 mars 1973             | 23     | Coventry City       |
| 2   | Défenseur | Roland Nilsson       | 27 novembre 1963         | 112    | Helsingborgs IF     |
| 3   | Défenseur | Patrik Andersson     | 18 août 1971             | 77     | Bayern de Munich    |
| 4   | Défenseur | Joachim Björklund    | 15 mars 1971             | 73     | Valence CF          |
| 5   | Défenseur | Teddy Lučić          | 15 avril 1973            | 30     | AIK Solna           |
| 6   | Défenseur | Gary Sundgren        | 25 octobre 1967          | 28     | Real Saragosse      |
| 7   | Milieu    | Håkan Mild           | 14 juin 1971             | 56     | IFK Göteborg        |
| 8   | Défenseur | Tomas Antonelius     | 7 mai 1973               | 2      | Coventry City       |
| 9   | Milieu    | Fredrik Ljungberg    | 16 avril 1977            | 15     | Arsenal             |
| 10  | Attaquant | Jörgen Pettersson    | 29 mai 1975              | 24     | FC Kaiserslautern   |
| 11  | Milieu    | Niclas Alexandersson | 29 décembre 1971         | 42     | Sheffield Wednesday |
| 12  | Gardien   | Magnus Kihlstedt     | 29 février 1972          | 6      | Brann Bergen        |
| 13  | Milieu    | Magnus Svensson      | 10 mars 1969             | 12     | Brøndby IF          |
| 14  | Milieu    | Olof Mellberg        | 3 septembre 1977         | 4      | Racing Santander    |
| 15  | Milieu    | Daniel Andersson     | 28 août 1977             | 20     | AS Bari             |
| 16  | Milieu    | Anders Andersson     | 15 mars 1974             | 13     | AaB Ålborg          |
| 17  | Milieu    | Johan Mjällby        | 9 février 1971           | 19     | Celtic Glasgow      |
| 18  | Attaquant | Yksel Osmanovski     | 24 février 1977          | 5      | AS Bari             |
| 19  | Attaquant | Kennet Andersson     | 6 octobre 1967           | 76     | Bologne FC          |
| 20  | Attaquant | Henrik Larsson       | 20 septembre 1971        | 48     | Celtic Glasgow      |
| 21  | Attaquant | Marcus Allbäck       | 5 juillet 1973           | 4      | Örgryte IS          |
| 22  | Gardien   | Mattias Asper        | 20 mars 1974             | 2      | AIK Solna           |

## Navigation